# 賈秀全
賈秀全（1963年9月11日—），男，遼寧大連人，中國前足球运动員及现役足球教练。
球员时期的贾秀全曾是国家队主力后卫，获得过亚洲杯最佳球员、最佳射手等荣誉，有“亚洲最佳后卫”之称。他與柳海光同为首批效力外國俱樂部的中國球員，是第一位参加了联盟杯的中国球员，也是第一位参加日本职业足球联赛的中国球员。
退役后贾秀全任教过多支职业联赛球队和国字号球队。

## 生平

### 球员生涯
賈秀全為遼寧大連人。1976年入選八一少年隊，協助球會奪得三個聯賽冠軍，个人则三次成为联赛金球奖得主。1988年，他和來自上海的前鋒柳海光同赴南斯拉夫球會貝爾格萊德遊擊隊。1987年10月26日，他在联盟杯游击队主场4比2击败意甲球队罗马的比赛第46分钟替补出场，成为首名在欧洲洲际比赛出场的中国球员，这也是他唯一一次在联盟杯出场。隨後的一季，他加盟了馬來西亞的皇家陣線。1992年他轉會至日本的大阪飛腳，并在1993年首届日本职业足球联赛中成为首位也是迄今为止唯一一位在J1联赛踢球的中国球员。隨後他結束了球員生涯，成為教練員。
在國家隊方面，賈秀全在效力八一少年隊後的3年入選中國青年隊，並於1982年後晉升為為「大國腳」，成為國家一隊的球員之一。1984年在新加坡舉行的亞洲盃中，賈攻入3球，取得該屆的最佳球員獎（MVP）和射手榜首位，但在決賽中，中國隊以0-2不敵沙地阿拉伯，未能奪得冠軍，但已是中國隊於亞洲杯中最出色的成績，中國隊第二次取得亞軍是在20年後于中国本土举行的亞洲盃。

### 执教生涯
1993年退出球員生涯後轉職教練，他首間任教的球會是他的母會—八一足球隊。1996年，他开始執教陝西國力隊，次年就率队升入甲B联赛，不过此后因为“隋波事件”等一系列原因，在1999年联赛开始不久即率领全体教练组辞职。此後，他成為中國青年隊教練。2000年，他来到上海申花担任助理教练，帮助俱乐部由上屆聯賽排名第5上升至次席。
2001年，贾秀全又返回八一足球隊任主教练，但在2002赛季中途下课。
2003年，08奥运队组建，贾秀全被任命为主教练，但在2004年2月辞职，再次加入申花，成為助理教練，在上海申花的时任英籍主教练威尔金森在联赛开始前几天突然辞职后，他实际代理了主教练职务，直至数月后俱乐部正式聘请涅波姆尼亚奇。
2005年8月，贾秀全再次出任中国国青队主教练，但在2006年印度亚青赛上未能进入四强。2007年离开教练组。
2007年12月，贾秀全与河南建业签约三年，成为球队主教练，带队征战中国足球超级联赛，但2008年6月就闪电辞职，8月出任上海申花代理主教练率队获得亚军，2009年以主教练身份带领上海申花获得第五名。
2010年1月，在中国足坛反赌风暴中被相关部门带走协助调查，传与曾担任国字号主教练有关。
2010年春节期间，贾秀全返回家中。
2014年，贾秀全接替唐尧东，再任河南建业队主教练。
2017年6月，由于河南建业在中超联赛2017赛季十二轮赛后成绩不佳，保级形势严峻。贾秀全主动提出承担主要责任，辞去河南建业队主教练一职。
2017年8月，出任中国U19国家队主教练兼领队。

## 轶事
自2014年再度执教河南建业以来（尤其是2015赛季），贾秀全在多次赛前发布会中表达“向对手学习”的态度，但比赛往往以取胜结束，贾秀全也因三番五次的“学习论”成为球迷调侃的对象，被戏称为中超“学习委员”。